# 공화국 광장 (예레반)

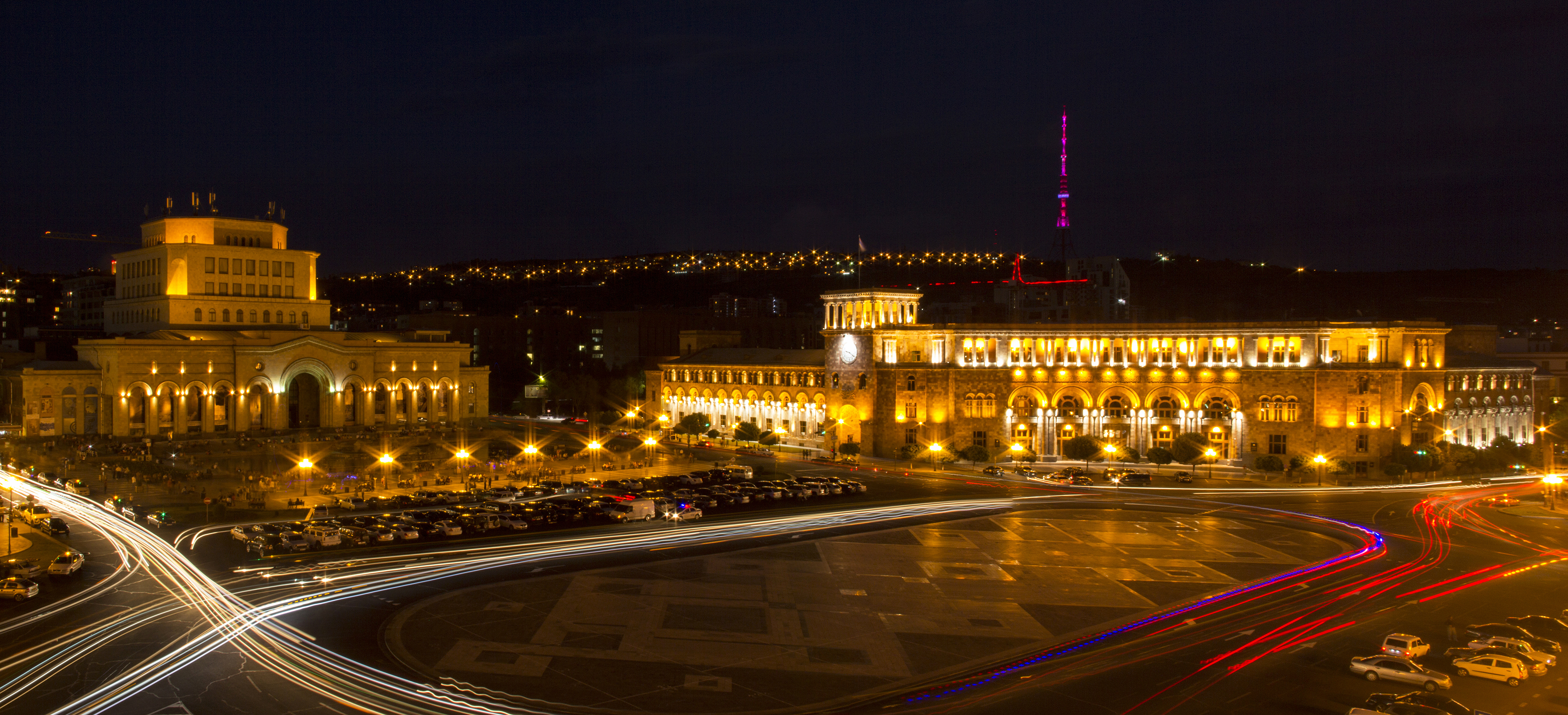
공화국 광장

공화국 광장(아르메니아어: Հանրապետության հրապարակ)은 아르메니아 예레반에 위치한 광장이다.